# Bradley August
Bradley August (Città del Capo, 24 settembre 1978) è un allenatore di calcio ed ex calciatore sudafricano di ruolo centrocampista, tecinco del Garlandale.

## Carriera

### Calciatore

#### Club
Ha trascorso l'intera carriera tra Sudafrica e Danimarca.

#### Nazionale
Conta 16 presenze con la Nazionale sudafricana.

### Allenatore
Dal 2016 è il vice allenatore dello Stellenbosch.